# Петелин, Александр Иванович
Александр Иванович Петелин (9 (22) октября 1913 — 1 сентября 1987) — советский военачальник, в должности командующего 1-й флотилией подводных лодок Северного флота в 1962 году возглавивший первый в истории ВМФ СССР поход подводной лодки к Северному полюсу, Герой Советского Союза (20.07.1962). Вице-адмирал (7.05.1966).

## Биография
Родился в селении Шуралинский завод Екатеринбургского уезда Пермской губернии (ныне село Шурала Невьянского района Свердловской области). Родители умерли рано, в 1922 году остался круглым сиротой. Его воспитали в своих семьях старшие брат и сестра. Окончил 7 классов Шуралинской школы в 1926 году, после чего работал рассыльным в сельском совете села Шурала, затем был горнорабочим в Невьянске. Поступил на горное отделение Кыштымской школы ФЗУ по специальности «мастер бурения», которое окончил в 1932 году.

### Начало военно-морской карьеры
В ВМФ СССР с июня 1932 года, направлен на флот по комсомольской путёвке. Окончил Военно-морское училище имени М. В. Фрунзе в 1937 году по специальности «штурман-подводник». С сентября 1937 года служил на Тихоокеанском флоте: штурман подводной лодки «Щ-126», с апреля 1938 по декабрь 1939 — штурман подводной лодки «Щ-118». Затем окончил Специальные курсы комсостава Краснознамённом Учебном отряде подводного плавания имени С. М. Кирова в 1940 году, после чего с октября 1940 — помощник командира этой подводной лодки, с ноября 1940 — командир подводной лодки «М-43», с октября 1944 — командир подводной лодки «Щ-116» («Осётр») 8-го дивизиона 3-й бригады подводных лодок (Советская Гавань). Во время советско-японской войны в августе 1945 года корабль находился в боевой готовности в базе Советская Гавань, но боевых выходов в море не совершал. Член ВКП(б) с 1940 года.
С сентября 1946 продолжил службу на Балтике. Командовал подводными лодками «С-23» (март 1946 — февраль 1947), «К-51» (декабрь 1947 — апрель 1948), «Щ-310» (апрель 1948 — март 1950), «Б-28» (март 1950 — февраль 1952) 4-го ВМФ. Затем направлен на учёбу и в 1955 году окончил Военно-морскую академию имени К. Е. Ворошилова, после чего был переведён на Северный флот на должность начальника штаба 96-й бригады подводных лодок, с мая 1956 года командовал этой бригадой. С августа 1958 года — начальник штаба 7-й дивизии подводных лодок Северного флота. С июня 1959 года служил начальником штаба — первым заместителем командующего подводных сил Северного флота, контр-адмирал (7.05.1960). С мая 1961 года — заместитель начальника штаба Северного флота по боевой учёбе. С октября 1961 года — первый командующий 1-й флотилией подводных лодок Северного флота — первого соединения атомных подводных лодок в Советском Союзе.

### Экспедиция к Северному полюсу
Впервые в истории ВМФ СССР подводные лодки СССР достигли Северного полюса именно под руководством А. И. Петелина. С 11 по 21 июля 1962 года в качестве старшего на борту подводной лодки «К-3» «Ленинский комсомол» (командир экипажа капитан 2-го ранга Л. М. Жильцов) совершил поход от Мурманска через Гренландское море к полюсу. Лодка дважды выходила в район Северного полюса для исследования возможности нанесения ракетного удара из этого района по вероятному противнику и для выяснения возможности прохода здесь подводных лодок. 17 июля 1962 года атомная подводная лодка «К-3» без повреждений всплыла в полынье в паковых льдах недалеко от Северного полюса.
За успешное выполнение заданий командования и проявленные при этом мужество и отвагу указом Президиума Верховного Совета СССР от 20 июля 1962 года контр-адмиралу Петелину Александру Ивановичу присвоено звание Героя Советского Союза с вручением ордена Ленина и медали «Золотая Звезда» (№ 11121).

### Дальнейшая судьба
В июле 1964 года назначен на должность 1-го заместителя командующего Северным флотом. С декабря 1970 года вице-адмирал Петелин — начальник Высших специальных офицерских классов ВМФ в Ленинграде. В сентябре 1973 года уволен в запас.
Жил в Ленинграде. Работал в Главном управлении навигации и океанографии.
Умер 1 сентября 1987 года в Ленинграде. Похоронен на Серафимовском кладбище (3 уч.).

Могила А. И. Петелина на Серафимовском кладбище Санкт-Петербурга.

## Награды
- Медаль «Золотая Звезда» Героя Советского Союза (20.07.1962);
- два ордена Ленина (30.12.1956, 20.07.1962);
- два ордена Красного Знамени (26.12.1953, 1968);
- орден Отечественной войны I степени (11.03.1985);
- два ордена Красной Звезды (1945, 6.11.1947);
- медали, в том числе:
  - медаль «За боевые заслуги» (3.11.1944);
  - медаль «За победу над Японией»;
- именное оружие (1963);
- Почётный гражданин города Невьянска (1978).

## Память
- В честь Александра Петелина в селе Шурала названа улица, на которой он жил.
- В Североморске на доме № 3 по улице Сафонова установлена мемориальная доска Герою Советского Союза вице-адмиралу А. И. Петелину.
- В Заозёрске имя А. И. Петелина присвоено одной из школ города.
- В городе Новоуральске Свердловской области основан музей, носящий имя моряка: «Морские мили новоуральцев имени Героя Советского Союза Александра Ивановича Петелина». В музее содержатся китель и пилотка Героя, а также памятная табличка с двери класса, где учился будущий адмирал.